# Bastiaan Poortenaar
Bastiaan Mathijs Poortenaar (Bilthoven, 29 november 1968 – 21 mei 2024) was een Nederlands hockeyer. Hij speelde 96 interlands (twee doelpunten) voor de Nederlandse hockeyploeg. De verdediger annex middenvelder verdedigde de clubkleuren van onder meer SCHC, HGC en HC Klein Zwitserland.
Poortenaar maakte als invaller zijn debuut voor het Nederlands elftal op 19 augustus 1988 tijdens een vierlandentoernooi in Engeland: Nederland-Spanje (2-1). Hij nam deel aan één Olympische Spelen: Barcelona 1992. Zijn laatste interland speelde hij op woensdag 27 september 1995, tijdens het toernooi om de Champions Trophy in Berlijn: Nederland-Pakistan (2-0).
Poortenaar overleed aan een hartstilstand op 21 mei 2024. Hij werd 55 jaar oud.

## Internationale erelijst
| Jaar | Toernooi               | Plaats                    | Resultaat |
| ---- | ---------------------- | ------------------------- | --------- |
| 1989 | Champions Trophy       | Berlijn, West-Duitsland   | Zilver    |
|      | Intercontinental Cup   | Madison, Verenigde Staten | Goud      |
| 1992 | Champions Trophy       | Karachi, Pakistan         | 4e        |
|      | Olympische Spelen      | Barcelona, Spanje         | 4e        |
| 1994 | Champions Trophy       | Lahore, Pakistan          | Brons     |
|      | Wereldkampioenschap    | Sydney, Australië         | Zilver    |
| 1995 | Europees kampioenschap | Dublin, Ierland           | Zilver    |
|      | Champions Trophy       | Berlijn, Duitsland        | 4e        |

Floris Jan Bovelander · 
Jacques Brinkman · 
Marc Delissen · 
Cees Jan Diepeveen · 
Pieter van Ede · 
Maarten van Grimbergen · 
Taco van den Honert · 
Leo Klein Gebbink · 
Hendrik Jan Kooijman · 
Harrie Kwinten · 
Frank Leistra · 
Bart Looije · 
Wouter van Pelt · 
Bastiaan Poortenaar · 
Stephan Veen · 
Gijs Weterings ·
Coach: Hans Jorritsma